# Monte San Cristoforo
Monte San Cristoforo je planina južnog San Marina. Nalazi se između gradova Fiorentino i Montegiardino, a uzdiže se na visinu od 534 metra.